# زيدون (اسم)
زيدون هو اسم علم مذكر من أصل عربي، ومعناه هو من زيد بمعنى نما وكثر.

## شخصيات تحمل الاسم
- زيدون تريكو
- زيدون مبارك العبيدي

## وصلات خارجية
- موسوعة السلطان قابوس لأسماء العرب نسخة محفوظة 5 أبريل 2019 على موقع واي باك مشين.